# Mapandan
Mapandan là một đô thị hạng 4 ở tỉnh Pangasinan, Philippines. Theo điều tra dân số năm 2007, đô thị này có dân số 32.905 người trong 5.751 hộ.

## Barangay
Mapandan được chia thành 15 barangays
- Amanoaoac
- Apaya
- Aserda
- Baloling
- Coral
- Golden
- Jimenez
- Lambayan
- Luyan (Luyan South)
- Nilombot
- Pias
- Poblacion
- Primicias
- Santa Maria
- Torres